# Le Châtelet-sur-Sormonne
Le Châtelet-sur-Sormonne é uma comuna francesa na região administrativa de Grande Leste, no departamento Ardenas. Estende-se por uma área de 10 km². Em 2010 a comuna tinha 163 habitantes (densidade: 16,3 hab./km²).